# Talea, Prahova
Talea este satul de reședință al comunei cu același nume din județul Prahova, Muntenia, România.
 Acest articol despre o localitate din județul Prahova este deocamdată un ciot. Puteți ajuta Wikipedia prin completarea lui.